# Modřecký rybník
Modřecký rybník je rybník o rozloze vodní plochy 0,83 ha vybudovaný na Modřeckém potoce. Rybník se nalézá asi 3 km jihovýchodně od centra města Polička v okrese Svitavy. V roce 2017 připravovalo město Polička jeho revitalizaci a odbahnění. Rybník je využíván pro chov ryb.
Okolo rybníka prochází červená turistická značka a cyklotrasa vedoucí z Poličky do městečka Bystré. 

## Galerie

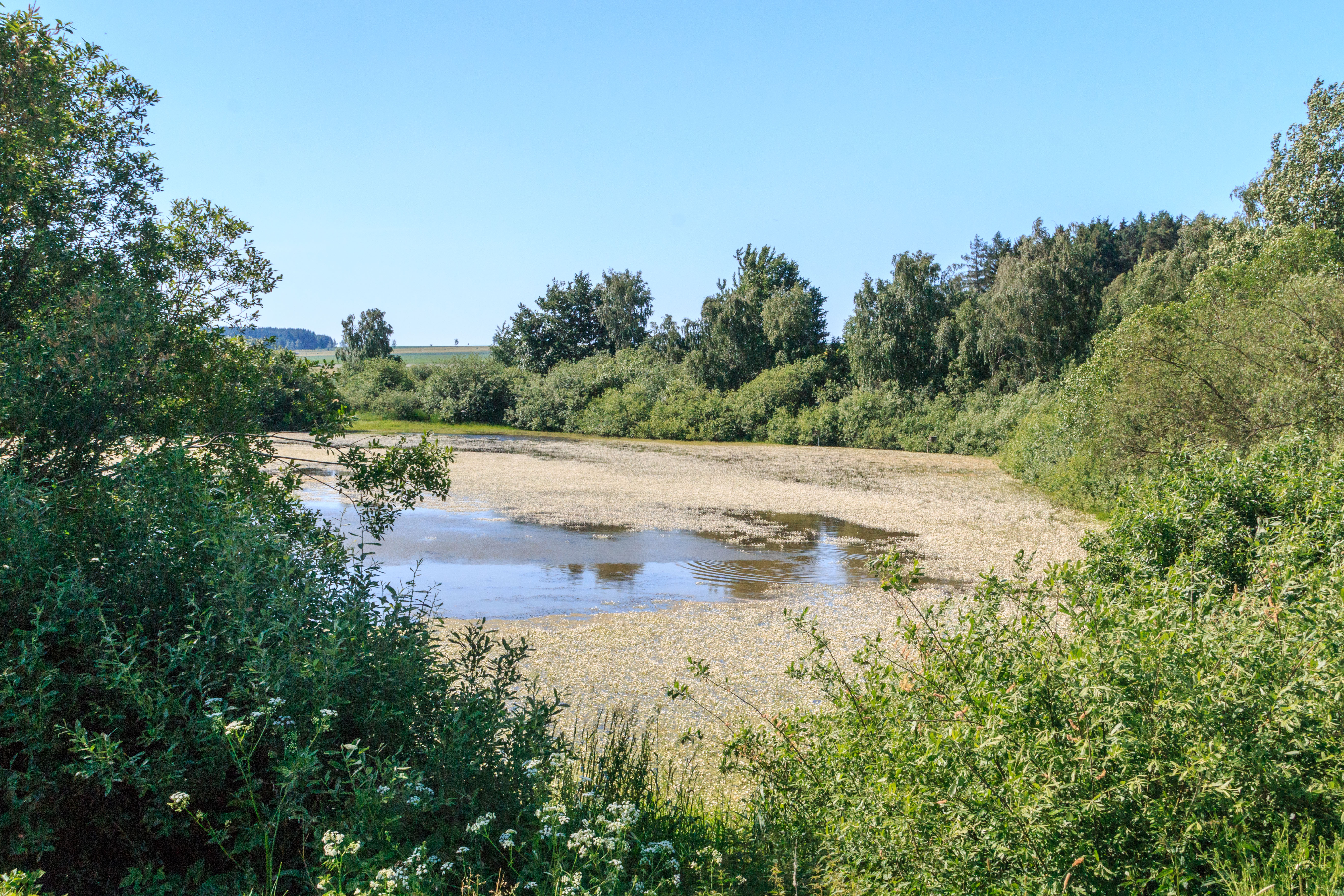
pohled na Modřecký rybník
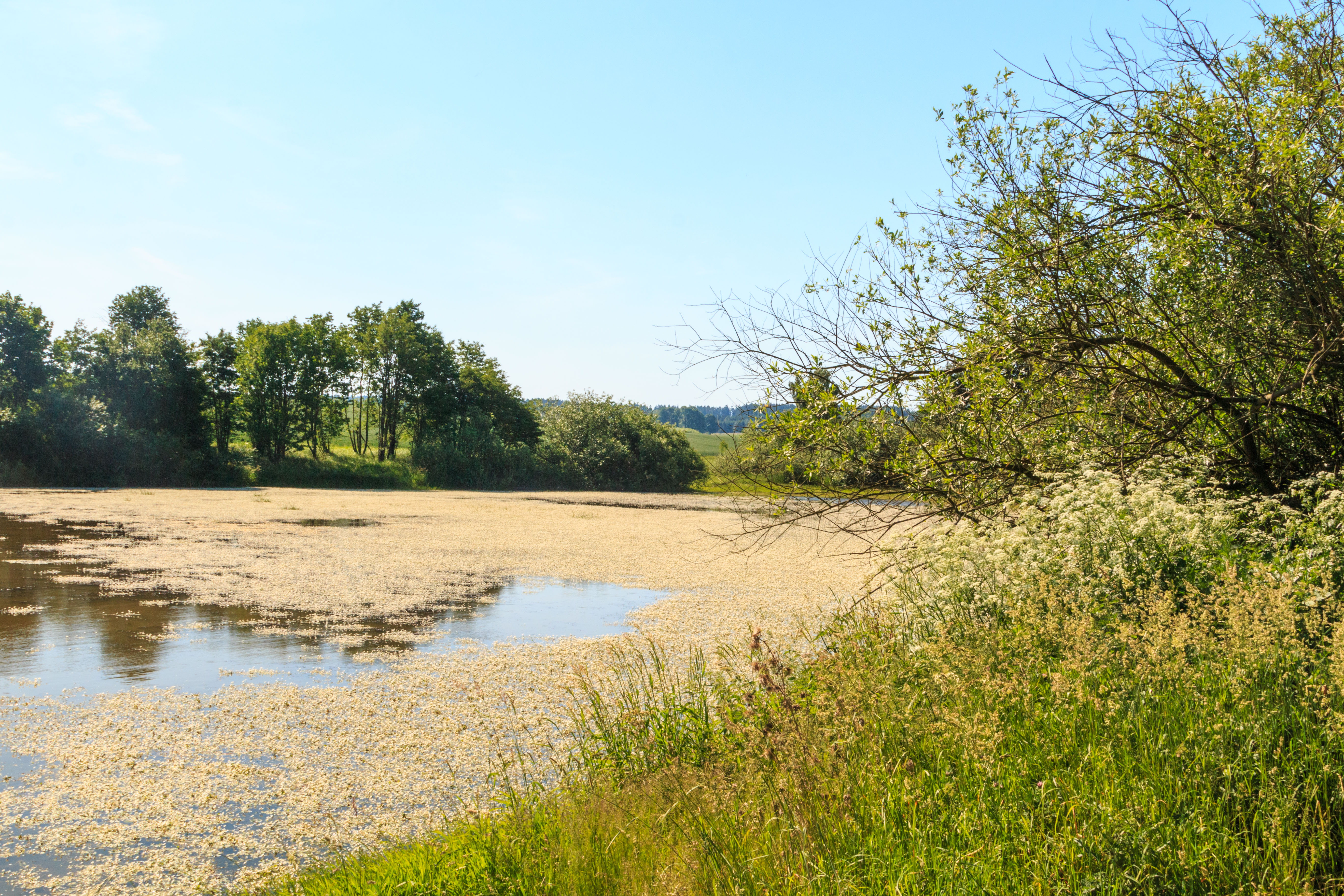
pohled na Modřecký rybník
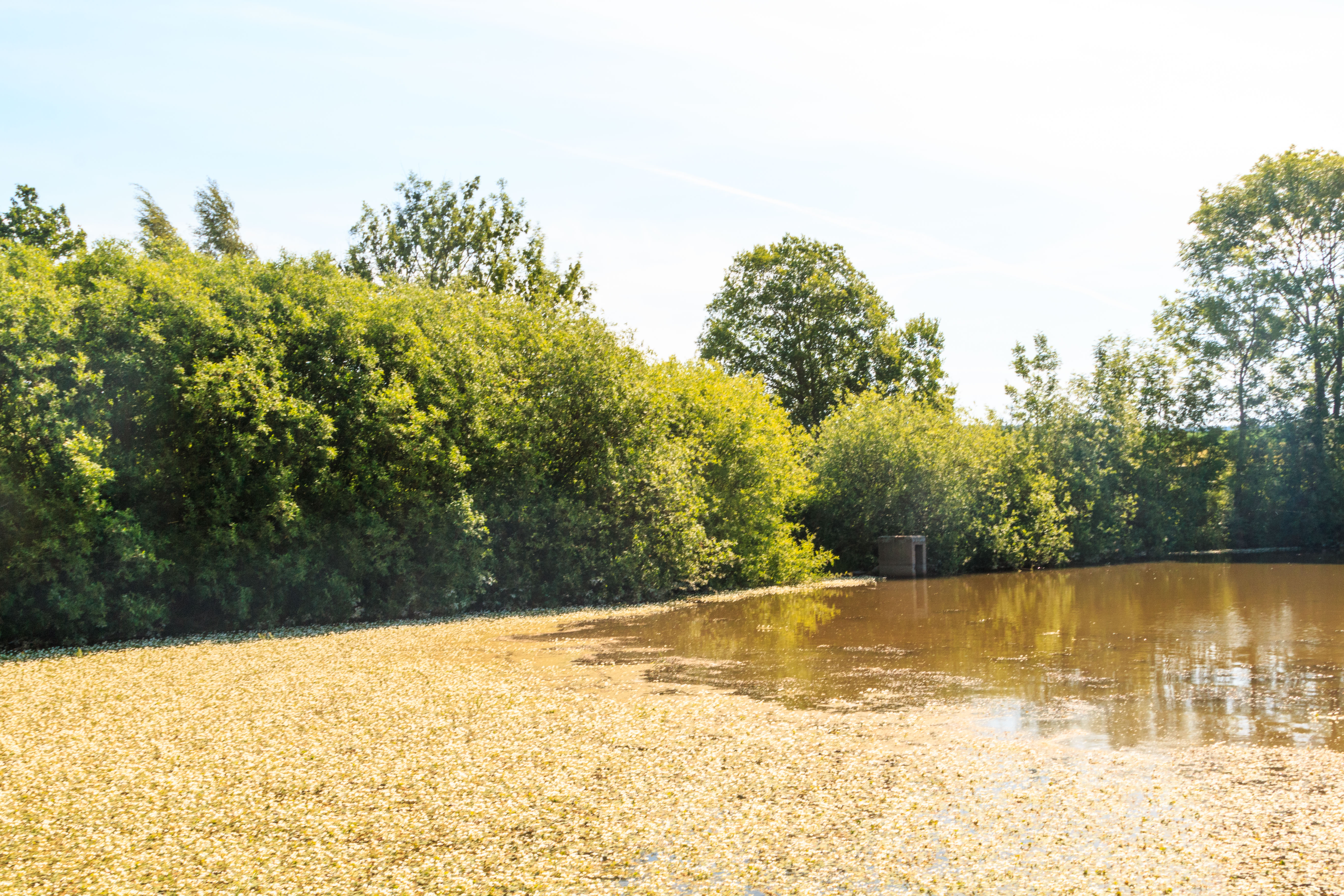
pohled na Modřecký rybník